# Salvador das Missões
Salvador das Missões là một đô thị thuộc bang Rio Grande do Sul, Brasil. Đô thị này có diện tích 94,044 km², dân số năm 2007 là 2615 người, mật độ 27,81 người/km².